# مانا مونسکو
مانا مونسکو (انگلیسی: Manea Mănescu؛ زاده ۹ اوت ۱۹۱۶ – درگذشته ۲۷ فوریهٔ ۲۰۰۹) سیاستمدار و اقتصاددان اهل رومانی بود. وی از ۲۷ فوریه ۱۹۷۴ تا ۲۹ مارس ۱۹۷۹ نخست‌وزیر این کشور بود.
مانا مونسکو در ۲۷ فوریه ۲۰۰۹، در سن ۹۲ سالگی در بخارست درگذشت.